# Клубова кістка
Клу́бова кістка (лат. os ilium) — парна кістка таза, одна зі складових тазової кістки. Латинська назва os ilium пов'язана з формою родового відмінка множини слова ile («бік», «пах») і може тлумачитися як «кістка боків»; українська назва походить від «клуб». З'єднується з крижовою кісткою хребта за допомогою крижово-клубового суглоба.
Складається із двох частин: тіла (corpus) і крила (ala). Тілом вважається наймасивніша частина кістки. Зверху на крилі є гребінь (crista iliaca), до якого прикріплюються м'язи живота. На передньому краї крила є дві ості: верхня ость (spina superior) і нижня ость (spina inferior). На задньому краї крила також дві ості: верхня і нижня. Передні ості більші від задніх. Внутрішня поверхня крила гладенька. На ній лежать внутрішні органи. Приблизно посередині внутрішньої поверхні крила знаходиться клубова ямка (fossa iliaca), дорсальніше якої є вушкоподібна суглобова поверхня для з'єднання з такою ж поверхнею крижової кістки. Вушкоподібна поверхня переходить у дугову лінію, яка розділяє малий і великий таз.
На зовнішній поверхні крила є три сідничні лінії: нижня (linea glutea inferior), передня чи середня (linea glutea anterior) і задня (linea glutea posterior). Від них починаються сідничні м'язи: малий, середній, великий.
У місці з'єднання клубової кістки з лобковою і сідничною розташована кульшова западина, над якою на тілі клубової проходить надкульшова борозна (sulcus supraacetabularis).